# Diviziunea de recensământ 7, Alberta
Diviziunea de recensământ din provincia canadiană Alberta cuprinde:
- Cities (Orașe)

- Towns (Localități urbane)
  - Castor
  - Coronation
  - Daysland
  - Hardisty
  - Killam
  - Provost
  - Sedgewick
  - Stettler
  - Wainwright
- Villages (Sate)
  - Alliance
  - Amisk
  - Big Valley
  - Botha
  - Chauvin
  - Czar
  - Donalda
  - Edgerton
  - Forestburg
  - Gadsby
  - Galahad
  - Halkirk
  - Heisler
  - Hughenden
  - Irma
  - Lougheed
  - Strome
- Summer villages (Sate de vacanță)
  - Rochon Sands
  - White Sands

- Municipal districts (Districte municipale)
  - Flagstaff County
  - Paintearth County
  - Provost No. 52, M.D. of
  - Stettler County
  - Wainwright No. 61, M.D. of
- Improvement districts (Teritorii neîncorporate)

- Indian reserves (Rezervații indiene)